# Bilimekia minor
Bilimekia minor är en insektsart som beskrevs av Fowler. Bilimekia minor ingår i släktet Bilimekia och familjen hornstritar. Inga underarter finns listade i Catalogue of Life.